# Салангана сундайська
Саланга́на сундайська (Aerodramus fuciphagus) — вид серпокрильцеподібних птахів родини серпокрильцевих (Apodidae). Мешкає в Південно-Східній Азії.

## Опис
Довжина птаха становить 12-13 см, розмах крил становить 12 см, вага 10-15 г. Хвіст виїмчастий, глибина виріза становить 5-8 мм.
Верхня частина тіла рівномірно темно-чорнувато-коричнева. Надхвістя дещо блідіше, сіре, однак у деяких птахів майже не відрізняється від решти верхньої частини тіла. Нижня частина тіла переважно сірувато-коричнева, світліша за верхню частину тіла, груди, живіт і гузка більш коричневі, нижні покривні пера хвоста темні з блідо-сірими краями. Нижня сторона крил бліда, контрастує з більш темними другорядними і третьорядними нижніми покривними перами крил. Виду не притаманний статевий диморфізм.
В польоті птахи видають пронизливі голосові сигнали, також вони використовують короткі тріскучі звуки для ехолокації в печерах.

## Підвиди
Виділяють шість підвидів:

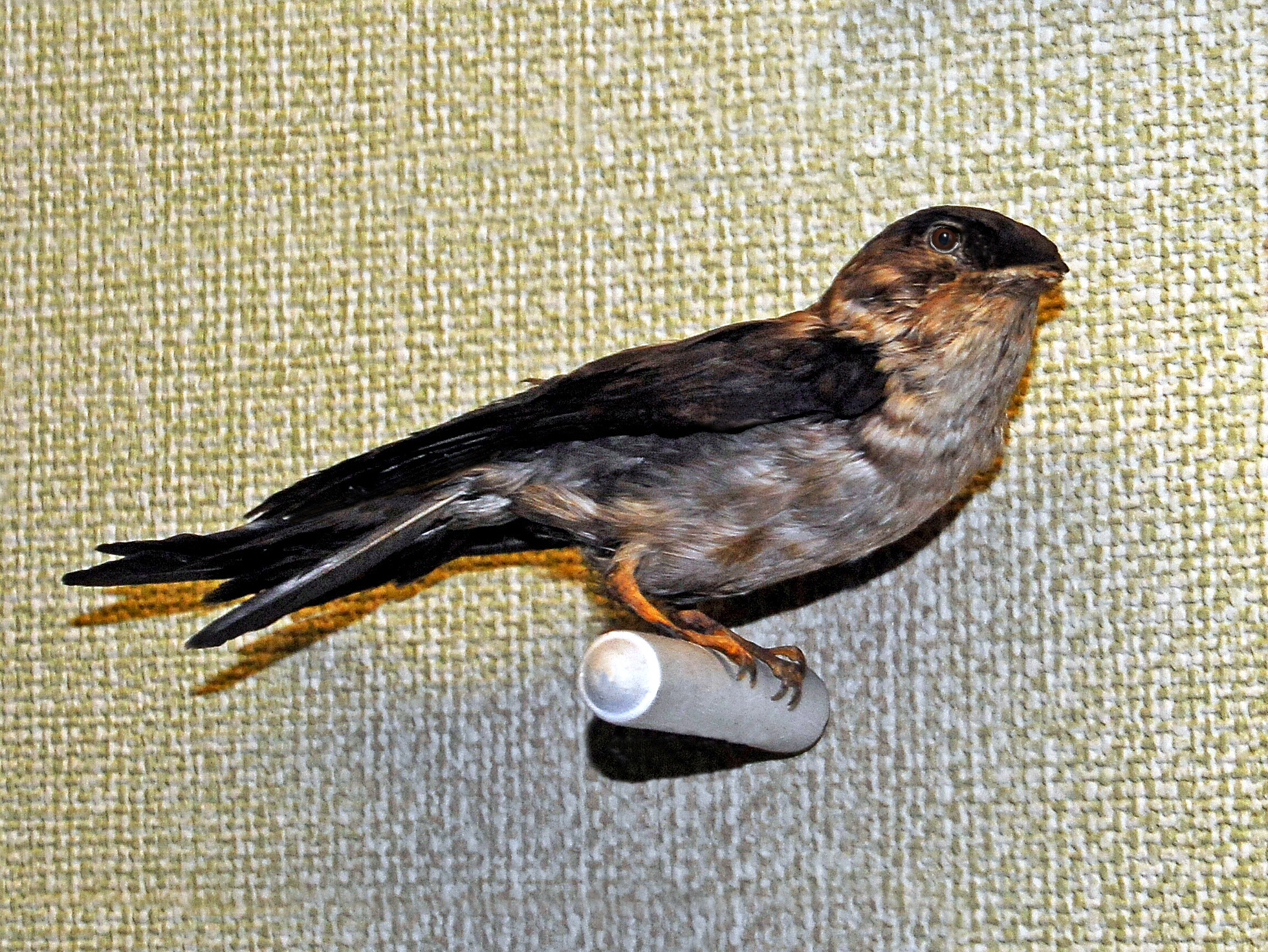
Сундайська салангана

- A. f. inexpectatus (Hume, 1873) — Андаманські і Нікобарські острови;
- A. f. vestitus (Lesson, RP, 1843) — Суматра, Белітунг, Калімантан;
- A. f. perplexus (Riley, 1927) — острови Маратуа[id] (на північний схід від Калімантану);
- A. f. fuciphagus (Thunberg, 1812) — Ява, Канґеанські острови[en], Балі, західні Малі Зондські острови (від Ломбока до Сумбави), острів Танахьямпеа[en];
- A. f. dammermani (Rensch, 1931) — центральні Малі Зондські острови (від Флореса до Алора);
- A. f. micans (Stresemann, 1914) — східні Малі Зонські острови (Сумба, Саву[en] і Тимор).

Калімантанські салангани раніше вважалися конспецифічними з сундайськими саланганами, однак були визнані окремим видом.

## Поширення і екологія
Сундайські салангани мешкають в Індонезії, Малайзії, Брунеї, на Східному Тиморі та на Андаманських і Нікобарських островах в Індії. Вони живуть переважно у відкритих місцевостях, іноді в тропічних лісах, на висоті до 2800 м над рівнем моря. Ведуть денний і присмерковий спосіб життя, є найбільш активними у вечірніх сутінках. Формують великі зграї, часто разом з іншими серпокрильцями і ластівками. Живляться різноманітними комахами і павуками, яких ловлять в польоті.
Сундайські салангани гніздяться в печерах, формують великі колонії. Початок сезону розмноження у них різниться в залежності від регіону. Гніздування переважно відбувається у березні-квітні, в деяких районах протягом всього року. Гніздо майже повністю зі слини, рослинний матеріал при його побудові не використовується. В деяких країнах Азії воно вважається делікатесом. Побудова гнізда триває від 39 до 55 днів. В кладці два білих яйця розміром 20,2×13,6 мм. Інкубаційний період триває 25 днів, насиджують і самиці, і самці. Пташенята покидають гніздо через 43 днів після вилуплення.